# Слънчеви зайчета
Слънчеви зайчета разговорно се наричат слънчевите петна, които се появяват по дадена повърхност, в резултат на процеждането или отражението на слънчева светлина, което формира концентрацията на конвергентни лъчи върху малка ограничена площ. Движението на огледало с „уловена“ слънчева светлина е популярен начин за движение на слънчево зайче на всяка повърхност. Естествените появи на този светлинен ефект се наблюдават, когато слънчевата светлина прониква откъслечно, например през короната на дървета. Най-лесни за наблюдаване са на равни повърхности, като стени, тавани и земя. Слънчевите зайчета могат да се движат или мигат, според това дали светлината преминава през препятствия и каква е тяхната динамика. В тесния смисъл, под слънчеви зайчета се разбират само отражения на слънчева светлина, отклонени от първоначалната си посока.

## Названия
Явлението, в зависимост от езика, е познато под много различни имена, които често се отнасят до малки, бързо движещи се животни.
Слънчевите петна имат различна форма и големина, но предимно са малки и бели и се движат „подскачайки“, откъдето идва и популярното название „слънчеви зайчета“ на български език.
В руския език се използва терминът солнечный зайчик (слънчево зайче), в чешкия házet prasátka (хвърлям прасенца), в испански escardillo (думата също означава мотика), на каталунски fer la rateta (правя плъхове), а в шведския solkatt (слънчева котка) – вероятно защото светлинните петна се движат по начин, напомнящ някакъв причудлив модел на движение на котка. На английски обаче няма точен термин, който би бил еквивалентен на думата „слънчево зайче“.

## Приложения и реакции

### Игри
Слънчевите зайчета се ползват за игра от деца, подобна на гоненица. Друга популярна игра е движение на отразената слънчева светлина с малко огледалце или стъклото на ръчен часовник.

### Инстинкти
Светлинният ефект провокира инстинкта за преследване при различни животни, предимно хищници (напр. котки, кучета, костенурки и др.).

### Заслепяване
Слънчево зайче може да заслепи, когато попадне в очите. Случвало се е, публиката умишлено да смущава тенисист, с огледала по време купа Дейвис и др. състезания.

### Аварийно оборудване
Съществуват специални малки огледала с малка дупка, които позволяват насочването на слънчево зайче. Такива огледала са част от аварийно оборудване и се използват, когато в аварийна ситуация бедстващия иска да привлечете вниманието, например по време на разузнавателен план.

## Изкуство
- „Слънчеви зайчета“ (Sunny Bunnies) – детски анимационен сериал от 2015 г.[8]
- „Слънчеви зайчета“ (Les Jeux Du Soleil, 1911 г.) – литературна творба от Морис Льоблан

## Галерия
- Горски слънчеви зайчета
- Многоцветно зайче, вследствие на иризация
- Слънчево зайче през витраж
- Слънчеви зайчета през витраж